# Rhododrilus macroseptus
Rhododrilus macroseptus är en ringmaskart som beskrevs av Lee 1952. Rhododrilus macroseptus ingår i släktet Rhododrilus och familjen Acanthodrilidae. Inga underarter finns listade i Catalogue of Life.